# Helena Krażowska-Knotowa

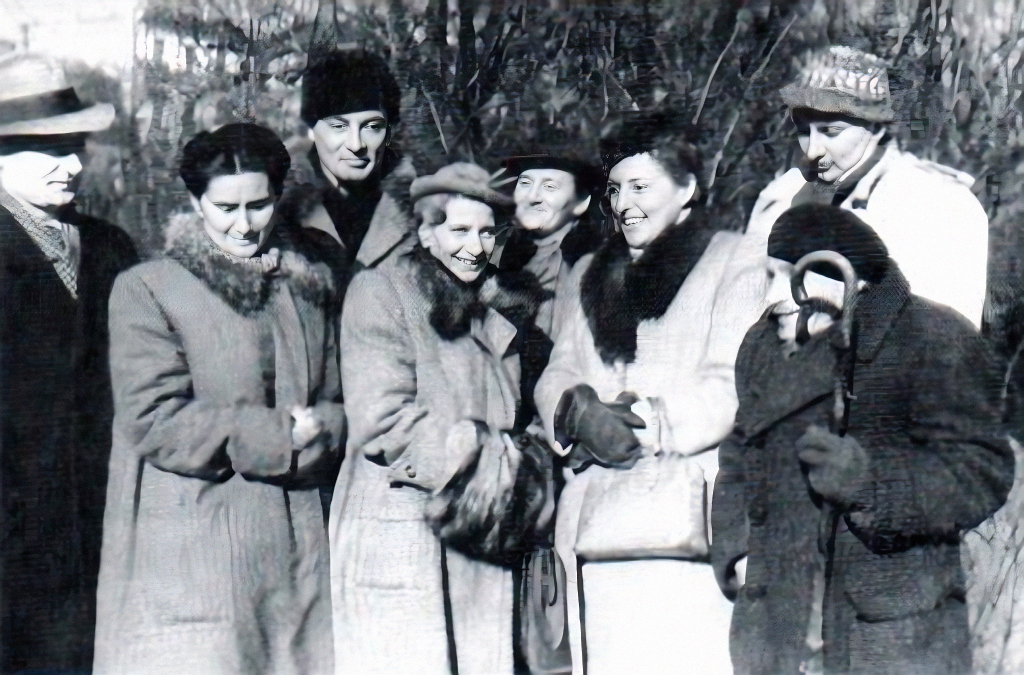
„Grupa 9 Grafików” – od lewej: Mieczysław Wejman, Helena Krażowska-Knotowa, Jerzy Bandura, Bogna Krasnodębska-Gardowska, Stefania Dretler-Flin, Krystyna Wróblewska, Adam Młodzianowski i Leon Kosmulski, 1949

Helena Krażowska-Knotowa (ur. 23 czerwca 1911 w Moskwie, zm. 12 sierpnia 1992 w Krakowie) – polska graficzka i malarka.

## Życiorys
Szkołę średnią ukończyła w Rydze w 1929. Przez krótki okres uczyła się w prywatnej Szkole Malarstwa i Rysunku Konrada Krzyżanowskiego w Warszawie. Następnie studiowała grafikę i malarstwo w stołecznej Akademii Sztuk Pięknych, przy czym "modelowanie" zaliczała w pracowni rzeźby prof. Tadeusza Breyera. Naukę ukończyła w 1937, otrzymując dyplom wraz z I nagrodą z przedmiotu „grafika artystyczna”, oraz absolutorium z malarstwa. W latach 1938–1939 pracowała jako nauczycielka rysunku w Państwowej Szkole Przemysłu Drzewnego w Zakopanem.
Od 1936 zajmowała się grafiką warsztatową, przede wszystkim drzeworytem, który stał się jej główną formą aktywności artystycznej. Brała udział w licznych wystawach krajowych i zagranicznych. Za swoje prace otrzymała szereg wyróżnień, m.in. I i II nagrodę na Wystawie Światowej w Nowym Jorku w 1939.
Po zakończeniu okupacji niemieckiej osiadła w Krakowie. Należała do formacji artystycznej „Grupa 9 Grafików”, działającej w latach 1947–1960. Oprócz grafiki warsztatowej, zajmowała się również grafiką użytkową – ilustracją książkową i prasową, oraz projektowaniem wnętrz i wystawiennictwem.
W 1952 wzięła udział w wystawie „Kobieta w walce o pokój”, zorganizowanej w Krakowie przez Związek Polskich Artystów Plastyków i Zarząd Wojewódzki Ligi Kobiet. Była to impreza o charakterze propagandowym, mająca szerzyć „idee” władzy ludowej. Uczestniczyły w niej wyłącznie kobiety. 

### Małżeństwo
W 1938 wyszła za mąż za Tadeusza Knota (1907-1990).

## Wybrana twórczość

### Grafika
- Autoportret
- Cykl Bułgaria, 1948
  - Nesebar
  - Trnowo
- Kąpiel, 1948
- Kraków
- Szczecin, 1949
- Olsztyn, 1949
- Papiernia Klucze, 1949
- Kobieta i księżyc
- Zakonnik
- Kapiąca się dziewczyna, lata 50.
- Cykl Opieka nad matką i dzieckiem, 1952
  - Izby porodowe na wsi
  - Żłobki i przedszkola
  - Szczepienia ochronne
- Profil
- Kolejka po mięso, lata 70.

### Rysunek
- Artystka
- Cykl Impresje I, 1986
  - Nostalgia
  - Refleksja

## Uwaga
1. ↑  Nieliczne źródła jako dzień i miesiąc jej urodzin podają 10 lipca.